# Sexfontaines
Sexfontaines település Franciaországban, Haute-Marne megyében. Lakosainak száma 151 fő (2022. január 1.). Sexfontaines Blaisy, Jonchery, Juzennecourt, Marbéville, Meures és Ormoy-lès-Sexfontaines községekkel határos.

## Népesség
A település népessége az elmúlt években az alábbi módon változott:
| Lakosok száma | 125  | 92   | 107  | 98   | 125  | 127  | 133  | 141  | 142  | 151  |
|               | 1968 | 1982 | 1990 | 2006 | 2013 | 2015 | 2017 | 2019 | 2020 | 2022 |